# Цербер
Це́рбер, або Ке́рбер (грец. Κέρβερος, Kérberos; лат. Cerberus) — у греко-римській міфології багатоголовий собака, охоронець брами Підземної країни тіней (Аїду, Еребу), що перешкоджає душам мертвих покидати її. Син Тіфона та Єхидни (за Гесіодом). Ло́ви Цербера були одинадцятим подвигом Геракла на службі в царя Еврістея.

## Походження і функції
Цербер був народжений Єхидною від Тіфона і був велетенським псом з багатьма (найчастіше згадується з трьома) головами та зміями замість шерсті. Його хвіст був колючим і ним пес міг вражати противників. Цербер охороняв вхід до Аїду, не випускаючи з нього тіні мертвих і не впускаючи живих, поки вони не помруть. Але повз нього вдавалося пройти деяким сміливцям. Так, Орфей присипив пса співом, а Тесей відволік увагу, кинувши смачної їжі, однак не зміг повернутися. Крім того, пес карав порушників законів Гадеса. Так, він терзав Тесея, якого Гадес посадив на трон, з якого той не міг сам підвестися.

## Лови Цербера Гераклом

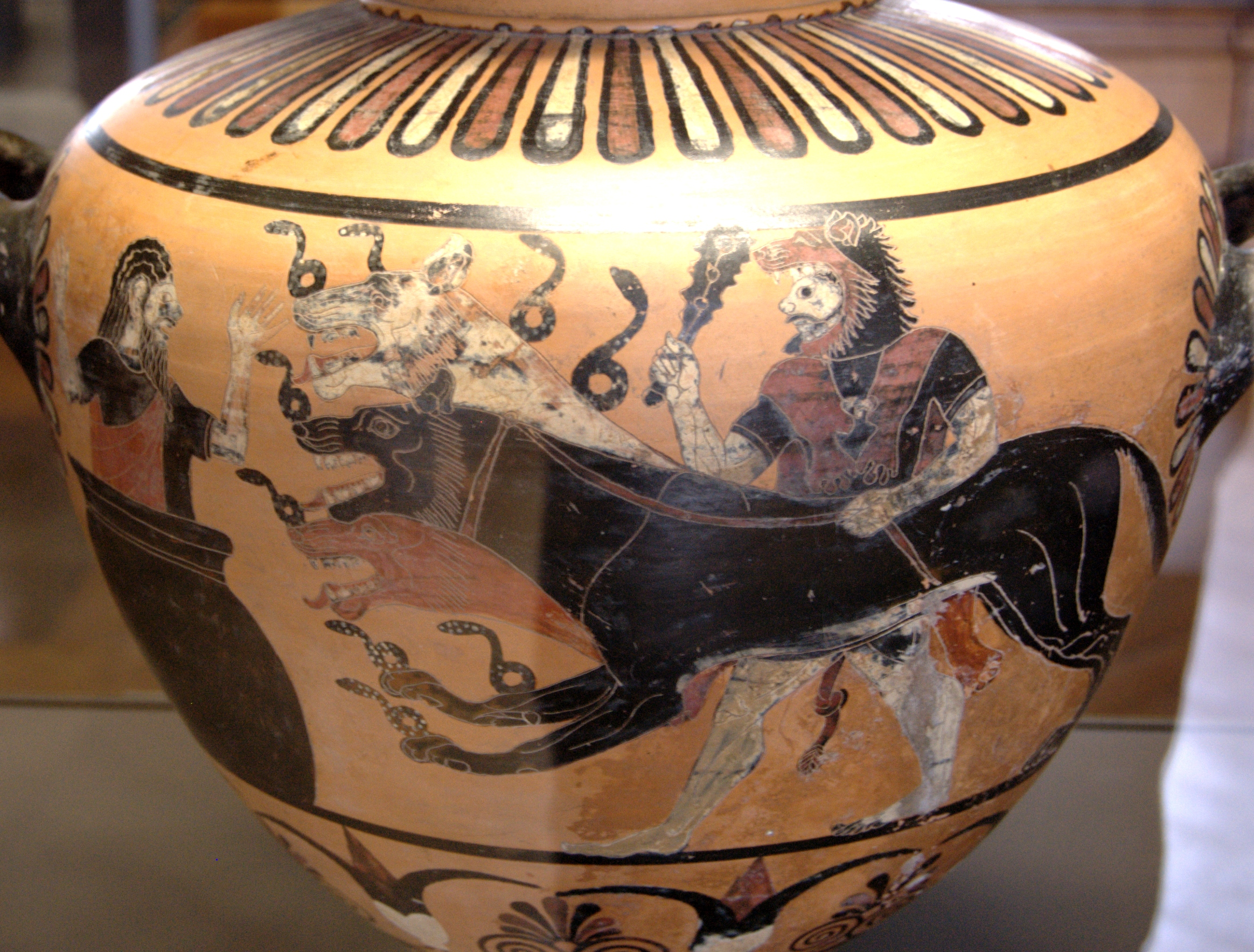
Геракл приводить Цербера до Еврістея. Зображення на давньогрецькій гідрії 525 року до н.е.

Передостаннім завданням Геракла на службі в царя Еврістея стало спіймати і привести сторожового пса брами Аїду. Спочатку Геракл вирушив у Елевсін, щоб взяти участь у містеріях. Оскільки до них тоді не допускалися чужоземці, але елевсинці не бажали відмовити героєві, для нього влаштували попередні малі містерії. Пройшовши малі містерії, Геракл рік вичекав настання великих і таким чином очистився, отримавши право спуститися в Аїд.
Коли Геракл спускався до Аїду, його вели Афіна і Гермес. Перевізник душ Харон, боячись Геракла, переправив його через річку Стікс безкоштовно. Пізніше Гадес за це покарав Харона, закувавши його на рік в колодки. Зійшовши на іншому березі річки, Геракл зустрів тіні померлих, як друзів, так і ворогів, але Гермес запевнив героя, що ті йому не зашкодять. Геракл навіть пообіцяв тіні Мелеагра одружитися з його сестрою Деянірою. Крім того, він зміг визволити з царства мертвих кількох друзів, зокрема Тесея.
Пастух корів Гадеса Монетій викликав Геракла на двобій і мало не загинув, та бій припинила Деметра, попросивши не вбивати пастуха. Коли до Геракла вийшов сам Гадес, він дозволив взяти Цербера, але за умови, що Геракл приборкає його без зброї. Геракл відшукав пса і став душити його шию, з якої росло три голови, а шкура Немейського лева захищала його від ударів Цербера. Врешті пес став задихатися і здався, а Геракл поволік його на поверхню.
Дорогою з Аїду Геракл сплів вінок з тополі або осики, які відтоді вважаються священними, оскільки їхнє листя має темний і світлий бік, символізуючи, що Геракл побував у світі живих і світі мертвих. З допомогою Афіни він перебрався через Стікс і вийшов з Аїду крізь розщелину біля Трезена. На честь цього там згодом було зведено вівтарі богам потойбіччя. Згідно з іншим переказом, Геракл вийшов біля печерного храму Тенару, або біля храму Зевса на горі Лафіст. Дорогою з пащ Цербера крапала отруйна слина, що, впавши на трави, зробила їх рослиною аконітом. Іноді додається, що дорогою назад Геракл знайшов цілющі та отруйні трави, такі як гераклеон і белену.
Зрештою Геракл привів Цербера в Мікени до Еврістея. За одним із варіантів, цар саме приносив у цей час жертву богам і віддав частину жертви Гераклу як нагороду. Проте така частка вважалася гідною рабів, тож Геракл розгнівався та за неповагу вбив синів Еврістея: Перімеда, Еврибія та Еврипіла. Валерій Флакк писав, що після подолання Цербера Геракл вирушив у плавання з аргонавтами, тоді як Геродот вважав, що наступним слід вважати перебування героя в цариці Омфали.

## Трактування міфу про Цербера
Можливо, що первісно в подобі Цербера зображалася богиня Геката, котра вела Геракла до світу мертвих. В такому разі міф про сходження Геракла в царство Аїда хронологічно слідує за описом смерті героя та сягає часів матріархату. На це вказує також згадка аконіту, що здавна уявляється відьомським зіллям: якщо намазати ним стопи й долоні, вони терпнуть, спричиняючи відчуття польоту. Позаяк аконіт крім того має жарознижувальну дію, його появу могли пов'язувати з Гераклом як переможцем Стімфалійських птахів, що вважалися причиною малярії. 
Спуск Геракла в царство Аїда й повернення звідти може відображати утвердження патріархату, за якого перестали практикуватися людські жертвопринесення царя, що покинув свій престол. Доти старий цар мусив символічно пройти під час ритуалу шлях потойбіччям і повернутись як бог-покровитель, якого слідом убивали. Згодом же вбивство перестало бути обов'язковим, зберігаючи при цьому за старим царем статус божества. З огляду на це останній подвиг Геракла має паралелі з викраденням корів Геріона, що також має в основі опис подорожі в потойбіччя. Разом з цим і містерії перестали бути дійством для вузького кола посвячених і до них почали допускати широкий загал. 

## Цербер в сучасній культурі
Сьогодні це ймення жартівливо вживається на позначення будь-якого охоронця.
Цербер не дозволяв проходити повз себе тим, хто спершу не кинув йому якусь подачку. З цієї причини фраза «кинути кусень Церберу» означає «дати хабара».